# Nowa Zelandia na Mistrzostwach Świata w Lekkoatletyce 2009

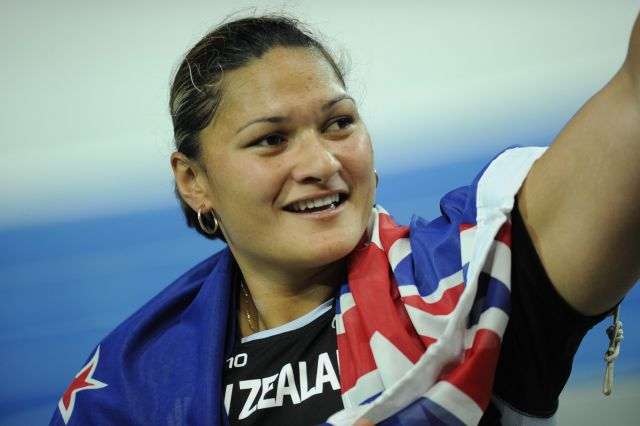
Valerie Vili zdobyła w Berlinie jedyny medal dla Nowej Zelandii

Nowa Zelandia na Mistrzostwach Świata w Lekkoatletyce 2009 – reprezentacja Nowej Zelandii podczas czempionatu w Berlinie liczyła 11 zawodników. 

## Medale
- Valerie Vili –  złoty medal w pchnięciu kulą kobiet

## Występy reprezentacji Nowej Zelandii

### Mężczyźni
| Konkurencja | Zawodnik     | Finał        | Finał        |
| Konkurencja | Zawodnik     | Rezultat     | Pozycja      |
| ----------- | ------------ | ------------ | ------------ |
| Maraton     | Michael Aish | nie ukończył | nie ukończył |

| Konkurencja    | Zawodnik        | Eliminacje | Eliminacje | Finał         | Finał         |
| Konkurencja    | Zawodnik        | Rezultat   | Pozycja    | Rezultat      | Pozycja       |
| -------------- | --------------- | ---------- | ---------- | ------------- | ------------- |
| Rzut oszczepem | Stuart Farquhar | 78.53 m    | 14         | nie awansował | nie awansował |
| Dziesięciobój  | Brent Newdick   | -          | -          | 7915 pkt PB   | 23            |

### Kobiety
| Konkurencja | Zawodniczka      | Eliminacje | Eliminacje | Ćwierćfinał    | Ćwierćfinał    | Półfinał       | Półfinał       | Finał          | Finał          |
| Konkurencja | Zawodniczka      | Rezultat   | Pozycja    | Rezultat       | Pozycja        | Rezultat       | Pozycja        | Rezultat       | Pozycja        |
| ----------- | ---------------- | ---------- | ---------- | -------------- | -------------- | -------------- | -------------- | -------------- | -------------- |
| 200 m       | Monique Williams | 22.96 NR   | 2 Q        | -              | -              | 22.90 NR       | 3              | nie awansowała | nie awansowała |
| 400 m       | Monique Williams | -          | -          | -              | -              | -              | -              | -              | -              |
| 800 m       | Nikki Hamblin    | 2:31.94    | 7          | nie awansowała | nie awansowała | nie awansowała | nie awansowała | nie awansowała | nie awansowała |
| 1500 m      | Nikki Hamblin    | 4:09.60    | 8 q        | -              | -              | 4:10.96        | 6              | nie awansowała | nie awansowała |
| 5000 m      | Kimberley Smith  | -          | -          | -              | -              | -              | -              | -              | -              |
| 10 000 m    | Kimberley Smith  | -          | -          | -              | -              | -              | -              | 31:21.42 SB    | 8              |
| Maraton     | Shireen Crumpton | -          | -          | -              | -              | -              | -              | 2:41:31 SB     | 44             |
| Maraton     | Mary Davies      | -          | -          | -              | -              | -              | -              | 2:38:48 PB     | 35             |
| Maraton     | Fiona Docherty   | -          | -          | -              | -              | -              | -              | 2:40:18 PB     | 41             |
| 100 m ppł   | Andrea Miller    | 13.83      | 5          | nie awansowała | nie awansowała | nie awansowała | nie awansowała | nie awansowała | nie awansowała |

| Konkurencja    | Zawodniczka  | Eliminacje | Eliminacje | Finał    | Finał   |
| Konkurencja    | Zawodniczka  | Rezultat   | Pozycja    | Rezultat | Pozycja |
| -------------- | ------------ | ---------- | ---------- | -------- | ------- |
| Pchnięcie kulą | Valerie Vili | 19.70 m    | 1          | 20.45 m  |         |